# Eucharissa speciosa
Eucharissa speciosa is een vliesvleugelig insect uit de familie Eucharitidae. De wetenschappelijke naam is voor het eerst geldig gepubliceerd in 1868 door Westwood.